# Campeonato Pernambucano de Futebol Sub-20 de 2021
O Campeonato Pernambucano de Futebol Sub-20 de 2021, foi a 87ª edição do torneiro realizado no estado de Pernambuco e organizado pela Federação Pernambucana de Futebol. A competição teve inicio no o dia 14 de agosto de 2021 e se encerrou no dia 4 de maio de 2022. A competição conta com a participação de jogadores nascidos a partir do ano de 2001.
Assim como no ano anterior, mais uma vez, todos os jogos serão realizados com portões fechados, como prevenção ao coronavírus. Os clubes também serão obrigados a apresentar testes para Covid-19 na semana da primeira rodada. Com denuncia do TJD de Pernambuco contra o Santa Cruz, com a perda de três pontos e sob alegação de escalação irregular de atletas e consequente eliminação do campeonato, o STJD suspendeu o Campeonato Pernambucano Sub-20 d 2021. Após imbróglio ocorrido, o Pernambucano Sub-20 retornou dia 9 de abril de 2022, com os semifinalistas Sport, Santa Cruz, Retrô e Náutico, lutando por uma vaga na final e eventualmente decidirem o título estadual. Ambos os jogos, tiverão transmissão pela TV FPF na plataforma You Tube. O campeão desta edição foi o Clube Náutico Capibaribe, que conquistou seu decimo nono estadual na categoria após superar nas penalidades o clube Retrô Futebol Clube Brasil.

## Formato e Regulamento
No dia 23 de julho a FPF realizou em salão nobre, o conselho técnico visando o Campeonato Pernambucano Sub-20 2021. A competição está prevista para o dia 14 de agosto. Os representantes dos clubes optaram por uma divisão regionalizada na primeira fase, que terá quatro grupos de três equipes, com jogos de ida e volta. Os dois melhores de cada chave garantem a classificação para à segunda fase. Seguindo para um octogonal, as quatro melhores equipes disputam a semifinal da competição, em jogo único, combinando em primeiro contra o quarto colocado e segundo contra o terceiro. Os vencedores disputam o título da categoria também em partida única.

### Regulamento
O Campeonato será disputado por 12 (doze) clubes e somente poderão participar do Campeonato os atletas que tenham sido publicados pela DRTL no BID até o último dia útil que anteceder a cada partida. Terá condição de jogo os atletas nascidos a partir de 2001 e e competição será é restrita à categoria Sub-20, sendo permitida a inscrição de atletas com registro de profissionais desde que respeitado o limite de idade restrita à categoria Sub-20. O atleta que tenha atuado por um clube, ou cujo nome
constar na súmula mesmo na qualidade de substituto, não poderá se transferir para outro clube.

### Formato
De acordo com o Regulamento Específico da Competição — (REC), o Campeonato será disputado em 4 (quatro) fases.
Na Primeira fase, os 12 (doze) clubes constituirão os grupos “A”, “B”, “C”, e “D”. Cada grupo terá 03 (três) clubes. Os jogos serão realizados no sistema de ida e volta. Os 02 (dois) clubes melhores colocados de cada grupo se classificam para a Segunda Fase “Octogonal”. Na Segunda Fase “Octogonal”, os 08 (oito) clubes classificados na Primeira fase constituirá o grupo E. Os jogos serão realizados no sistema só de ida. Os 04 (quatro) melhores colocados se classificarão para a Terceira Fase “Semifinal”.
Nas Terceira fase “Semifinal” e Quarta fase “Final”, os 04 (quatro) melhores clubes jogarão no sistema eliminatório com partidas no sistema só de ida até a Final.

## Critérios de Desempate
Em caso de empate em pontos ganhos entre dois ou mais clubes ao final da Primeira e Segunda Fase, no grupo, o desempate para efeito de classificação será definido observando-se os critérios abaixo, aplicados à fase:
1. Maior número de vitórias;
2. Maior saldo de gols;
3. Maior número de gols pró;
4. Menor número de cartões vermelhos recebidos;
5. Menor número de cartões amarelos recebidos;
6. Sorteio.

Em caso de empate nas partidas da Terceira e Quarta Fase, o desempate para indicar o vencedor será observando-se o critério abaixo:
- Cobrança de pênaltis, de acordo com os critérios adotados pela International Board.
- A disputa de pênaltis, quando aplicável, deverá ser iniciada até 10 (dez) minutos após o término da partida.

Para a Terceira e Quarta Fase, os mandos de campo serão determinados pelo critério de classificação na Segunda Fase (Octogonal), não sendo permitido acordo entre clubes para
inversão do mando de campo.

## Equipes Participantes
| Equipe                            | Cidade                  | Em 2021 | Estádio (Mando)              | Capacidade | Títulos (Último) | Part. |
| --------------------------------- | ----------------------- | ------- | ---------------------------- | ---------- | ---------------- | ----- |
| Centro Limoeirense de Futebol     | Limoeiro                | ND      | José Vareda                  | 3 500      | 0 (não possui)   | (PCT) |
| Ferroviário Esporte Clube do Cabo | Cabo de Santo Agostinho | ND      | Gileno de Carli              | 2 000      | 0 (não possui)   | 3     |
| Íbis Sport Club                   | Paulista                | ND      | Ademir Cunha                 | 12 000     | 0 (não possui)   | (PCT) |
| Ipojuca Atlético Clube            | Ipojuca                 | 6°      | Antônio Dourado              | 3 000      | 0 (não possui)   | 2     |
| Clube Náutico Capibaribe          | Recife                  | 1°      | Aflitos                      | 20 856     | 18 (em 2020)     | 23    |
| Petrolina Social Futebol Clube    | Petrolina               | ND      | Paulo Coelho                 | 5 000      | 0 (não possui)   | 2     |
| Retrô Futebol Clube Brasil        | Camaragibe              | 2°      | CT do Retrô                  |            | 0 (não possui)   | 3     |
| Santa Cruz Futebol Clube          | Recife                  | 3°      | Arruda                       | 60 044     | 28 (em 2003)     | 36    |
| Serrano Futebol Clube             | Serra Talhada           | ND      | Nildo Pereira                | 5 000      | 0 (não possui)   | 2     |
| Sete de Setembro Esporte Clube    | Garanhuns               | ND      | Estádio Marco Antônio Maciel | 6 356      | 0 (não possui)   | 2     |
| Sport Club do Recife              | Recife                  | ND      | Ilha do Retiro               | 32 983     | 33 (em 2019)     | 37    |
| Vera Cruz Futebol Clube           | Vitória de Santo Antão  | ND      | Carneirão                    | 10 911     | 0 (não possui)   | 2     |

## Transmissão de jogos
Nesta edição, a Federação Pernambucana anunciou que ira transmitir em seu canal oficial no YouTube, os jogos do campeonato Sub-20 na TV FPF. A novidade se dá, a boa audiência na Série A2 de 2020, que também terá jogos transmitidos na plataforma.

## Primeira fase
Atualizado em 18 de setembro.

## Segunda fase
Atualizado em 31 de outubro.

## Fase final
Em itálico, as equipes que possuem o mando de campo do confronto e em negrito as equipes classificadas.
 Atualizado em 4 de maio de 2022.
|  | Semifinais 9 e 10 de abril | Semifinais 9 e 10 de abril |       |  | Final 4 de maio | Final 4 de maio |  |
|  |                            |                            |       |  |                 |                 |  |
|  |                            |                            |       |  |                 |                 |  |
|  | Santa Cruz                 | 0                          |       |  |                 |                 |  |
|  | Retrô                      | 3                          |       |  |                 |                 |  |
|  |                            |                            |       |  |                 |                 |  |
|  |                            |                            |       |  |                 |                 |  |
|  |                            |                            |       |  | Retrô (pen)     | 1 (3)           |  |
|  |                            | Náutico                    | 1 (5) |  |                 |                 |  |
|  |                            |                            |       |  |                 |                 |  |
|  |                            |                            |       |  |                 |                 |  |
|  |                            |                            |       |  |                 |                 |  |
|  |                            |                            |       |  |                 |                 |  |
|  | Sport                      | 0                          |       |  |                 |                 |  |
|  | Náutico                    | 2                          |       |  |                 |                 |  |

### Final
A final do Sub-20 do Pernambucano 2022, deveria ter sido realizado no mesmo dia da grande final do Pernambucano Betsson 2022. mas, devido as circunstâncias o jogo foi adiado para o dia 4 de maio. Fato curioso pois, ambas as equipes Náutico e Retrô, irão decidir o título em ambas competições, que conta com o brilho de ser disputado no mesmo palco e dia da finalíssima das equipes principais. Lembrando que a disputa do Sub-20, é válida pela edição de 2021 e a transmissão do jogo, será realizado pela TV FPF-PE. 
| Quarta-feira, 4 de maio | Retrô           | 1 – 1  | Náutico | Arena Pernambuco, São Lourenço da Mata       |
| 15:00                   | João Victor 72' | Súmula | 3' Caue | Árbitro: PE Maximiniano Fagundes de Assunção |

|                                       |       | Penalidades                                                    |  |
| Alencar João Victor Igor Diego Guerra | 3 – 5 | Café Kauan Maranhão Jhon Kennedy Fernando Neto Julio Rodrigues |  |

| Retrô | Náutico |